# Expresso Futuro
O Expresso Futuro é uma série documental brasileira sobre tecnologia e inovação, exibida pelo Canal Futura desde 2017. O programa é idealizado e apresentado pelo especialista em tecnologia Ronaldo Lemos.
Em seus episódios, a série destaca a aplicação prática de novas tecnologias, oferecendo entrevistas e depoimentos de personalidades, líderes mundiais e especialistas em diversas áreas. Seu propósito central é disseminar conhecimento sobre as novas tendências tecnológicas globais e estimular a reflexão sobre seus impacto socioeconômicos.
Com esse enfoque, o programa antecipou temas como pagamentos eletrônicos e modelos de negócios virtuais através do live streaming, antes mesmo de se tornarem realidades culturais no Brasil.
O Expresso Futuro conquistou reconhecimento internacional ao tornar-se a primeira produção brasileira a receber o “Gold Panda” no Festival de TV de Sichuan, uma honraria equivalente ao Óscar na China. Além disso, o programa foi eleito o melhor programa latino-americano em ciência e tecnologia no Prêmio TAL

## O Programa
O Expresso Futuro estreou em 10 de julho de 2017 e, desde então, tem recebido novas temporadas anualmente. Normalmente, seus episódios são transmitidos pelo Canal Futura às segundas-feiras, às 21h.
Atualmente, o programa conta com 62 episódios distribuídos em 8 temporadas, gravados em países como Estados Unidos, China, Brasil, Gana, Moçambique, Quênia, Tanzânia e Honduras. Todos os episódios estão disponíveis nos catálogos do YouTube e do Globoplay.
Parte dos episódios foi exibida no Fantástico em 2019 e 2022. Além disso, a série foi transmitida pelo Canal Saúde e teve exibição na Argentina pela Construir TV.
Desde sua estreia, o programa é produzido por meio de uma parceria entre o Canal Futura e a produtora nova iorquina Producing Patners.

## Temporadas

### 1ª temporada: Revolução tecnológica

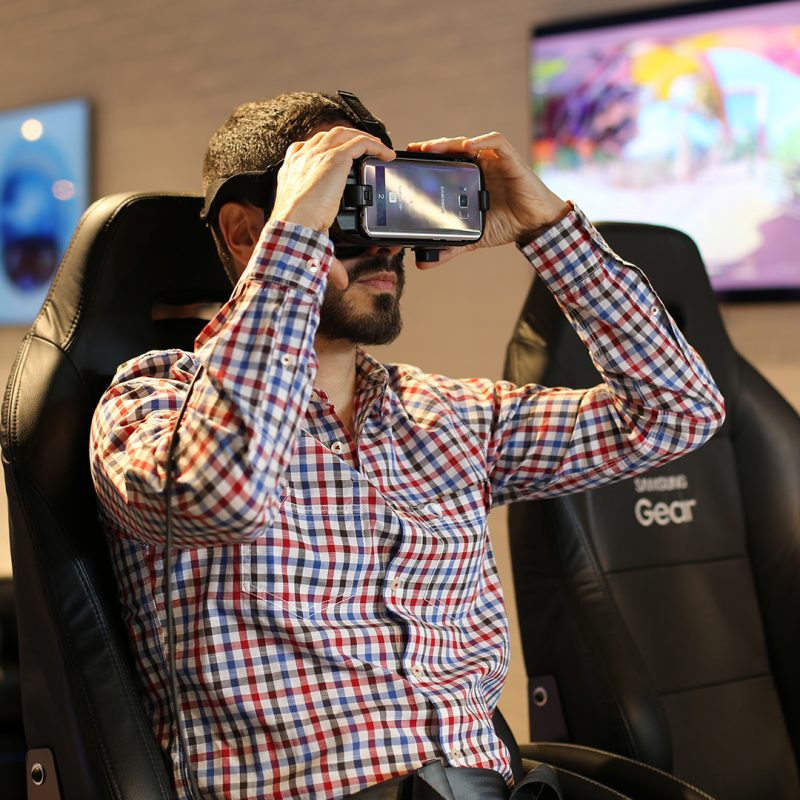
Ronaldo Lemos testando um óculos de realidade virtual.

A primeira temporada do programa foi gravada em Nova Iorque e teve seu primeiro episódio exibido pelo Futura em 10 de julho de 2017. Ao longo dos seus dez episódios semanais, a temporada apresentou entrevistas com dezenas de personalidades americanas e internacionais sobre temas que variaram desde o futuro das redes sociais e seus impactos nos relacionamentos até novos desenvolvimentos no mercado de trabalho e o cenário das cidades inteligentes do futuro.
Entre os entrevistados da temporada estão personalidades como Stefaan Verhulst, cofundador e diretor de pesquisa e desenvolvimento do GovLab; Andrew Rasjei, fundador do Personal Democracy Forum; Miguel Gamino Jr., Secretário-Geral de Tecnologia da Cidade de Nova Iorque, e Ansaf Salleb, professora de inteligência artificial da Universidade Columbia.
Em 2017, o Expresso Futuro figurou na lista dos 10 programas mais assistidos no serviço de streaming do Futura, o FuturaPlay. Esse serviço foi integrado aos Canais Globo em 2020.

### 2ª temporada: Segurança digital

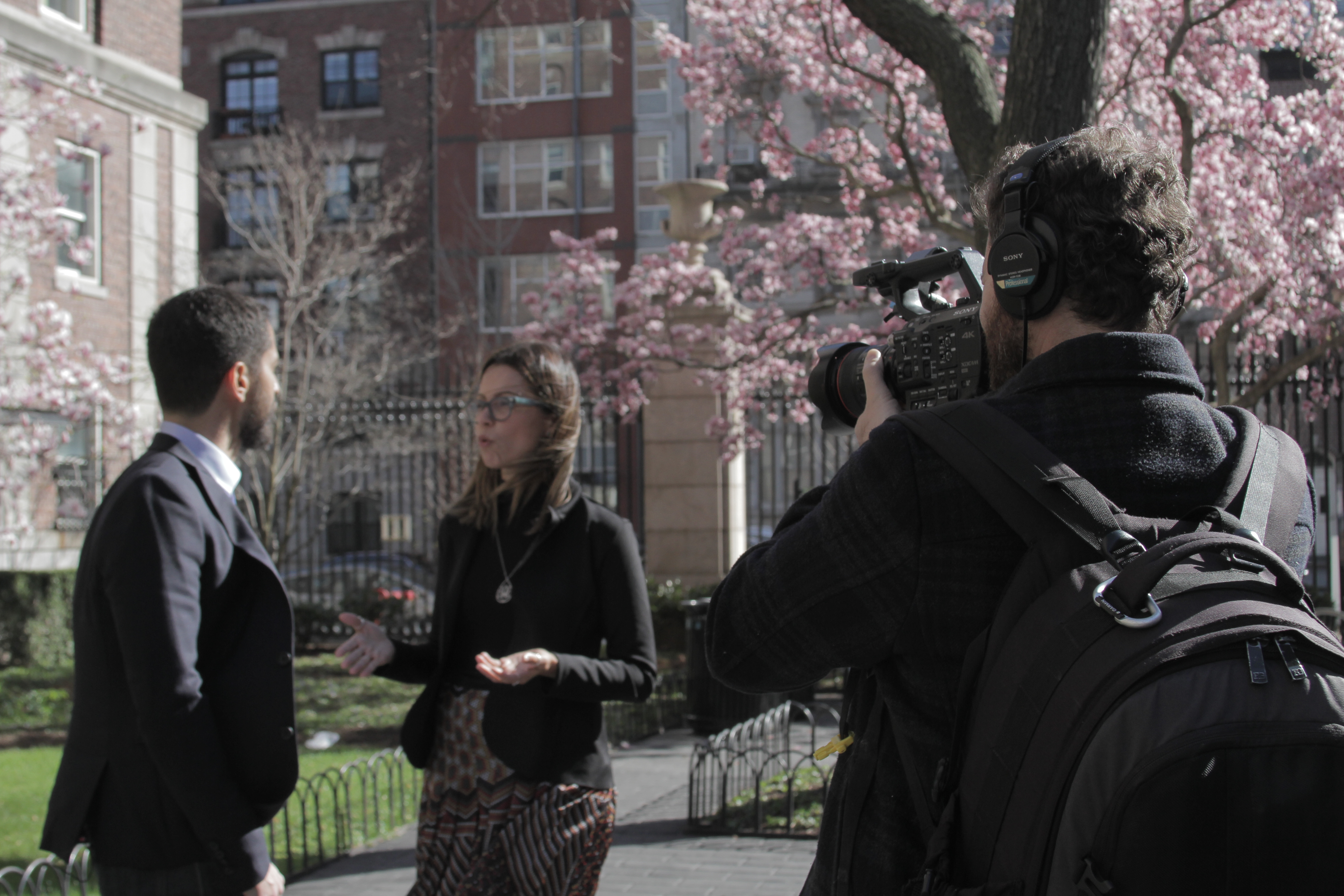
Bastidores da entrevista com Patrícia Ellen, CEO da Optum.

Assim como sua antecessora, a segunda temporada do programa também é composta por dez episódios gravados em Nova Iorque. Ela foi exibida semanalmente a partir de 23 de julho de 2018. Durante esta temporada, foram exploradas questões como inovações para o futuro, mitos e verdades sobre privacidade virtual, contratos inteligentes, bem como boatos, manipulação de informações e as ameaças presentes no mundo digital. 
Dentre os entrevistados da temporada, destacam-se personalidades como Thomas Levin, professor na Universidade de Princeton; Helen Nissenbaum, especialista em privacidade; Doc Searls, criador do Manifesto Cluetrain; e Clayton Banks, fundador do Silicon Harlem.
Em 8 de agosto de 2019, a temporada recebeu o Prêmio TAL como melhor programa latino-americano em ciência e tecnologia. A cerimônia de premiação foi realizada no Teatro Solis, durante os eventos do DocMontevideo.

### 3ª temporada: A revolução na China
A terceira temporada do programa foi desenvolvida em conjunto com a Rede Globo e abordou, ao longo de oito episódios, a revolução tecnológica na China e seus efeitos a nível global.
Fruto de uma viagem na qual, durante dois meses, o apresentador Ronaldo Lemos visitou mais de dez cidades chinesas, a temporada apresentou os processos de transformação que levaram a China de uma economia rural na década de 1970 a uma das maiores potências industriais e tecnológicas 
mundiais. A pauta principal foi as transformações socioeconômicas promovidas em zonas rurais e urbanas do país através do uso da tecnologia. Dentre os temas abordados na temporada estão o uso de veículos movidos a fontes de energia renovável, o planejamento urbano conectado através de dados, tecnologia e infraestrutura, e as soluções na área da saúde através do uso da inteligência artificial. Outros assuntos abordados durante a temporada foram a democratização da produção e distribuição de conteúdo digital através do live streaming e a substituição em massa do papel por formas de pagamento digitais, esses que se tornaram populares no Brasil apenas no ano seguinte, como reflexo da pandemia do Covid-19. O programa também exibiu pela primeira vez na televisão brasileira a fábrica dos trens-bala chineses.

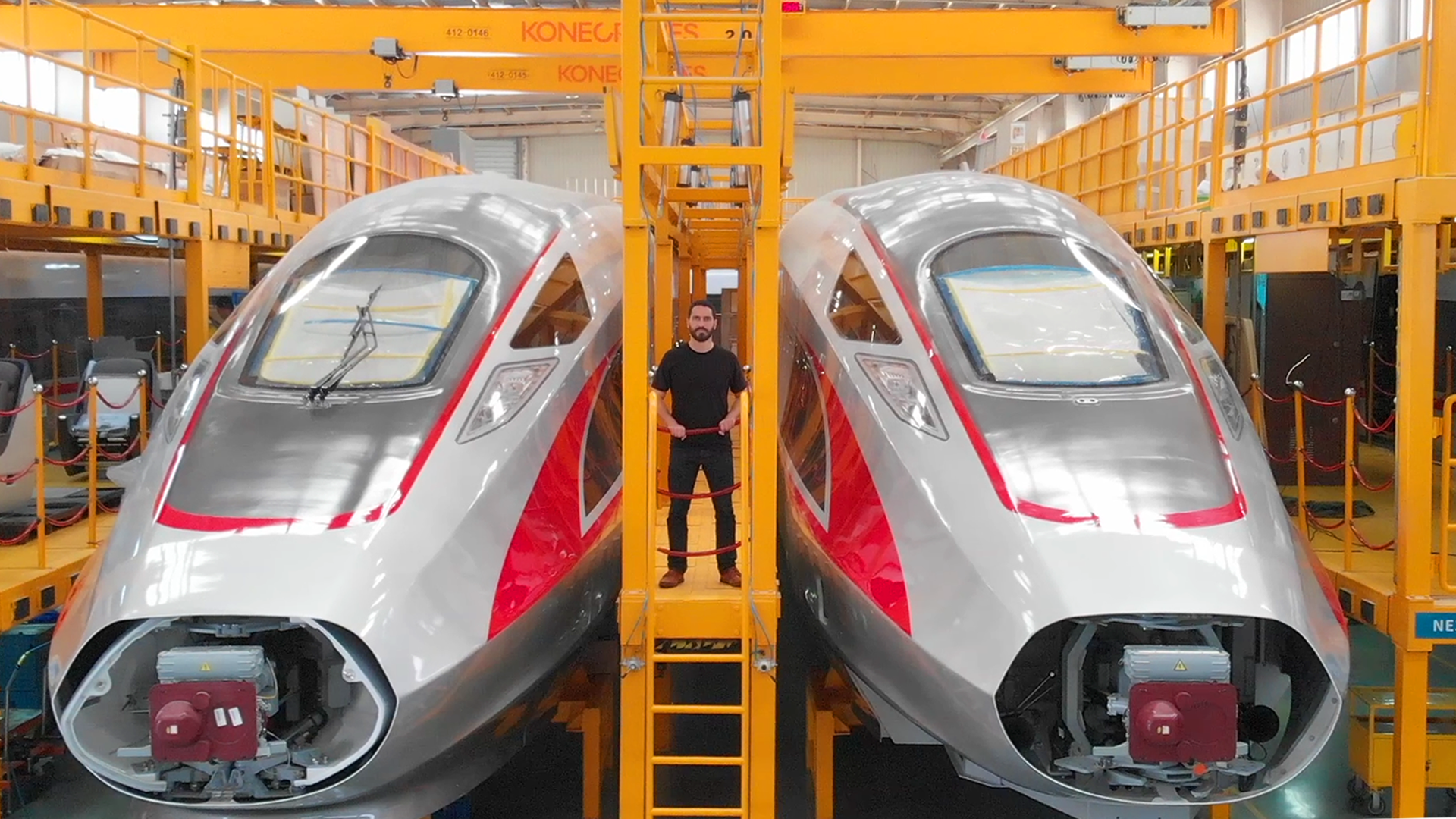
Lemos visitou a CRRC Qingdao Sifang, a fábrica dos trens-bala chineses.

Os entrevistados da temporada são majoritariamente executivos da indústria chinesa, como Yang Yuanxi, fundador do Kwai; Kundapur Vaman Kamath, presidente do NDB; Wilson Xao da Tafel, uma das principais fábricas de células elétricas na China; Ken Huang, diretor do AliExpress na América Latina; Cheng Yi, vice-diretora da WeDoctor, startup de assistência médica digital, e Michael Wang, da Roadefend, empresa  especializada em tecnologia para segurança no trânsito, dentre outras personalidades mundiais.

Esta foi a primeira temporada do programa a ser exibida pelo Fantástico. A temporada estreou na programação da Globo em 1º de setembro de 2019, sendo exibida pelo Futura somente no dia seguinte. Dos oito episódios veiculados pelo Futura, quatro foram integrados à programação semanal do Fantástico, em formato compacto.

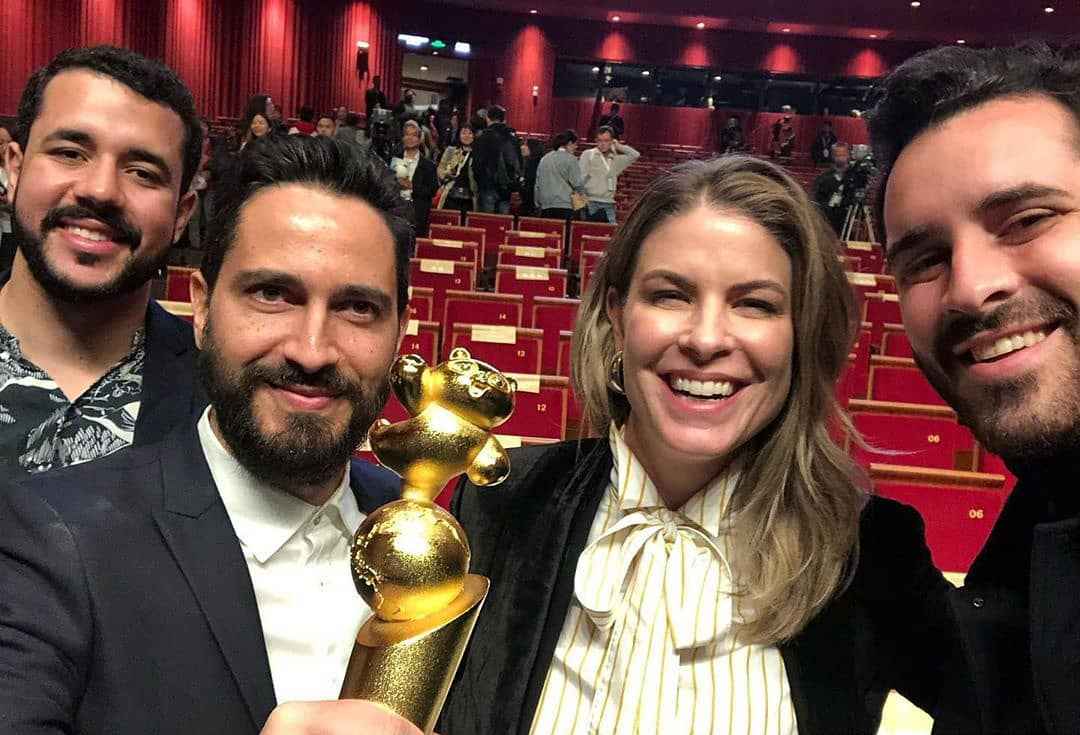
Equipe do Expresso Futuro recebendo o “Gold Panda” no Festival de TV de Sichuan, em 2019.

Segundo o apresentador Ronaldo Lemos, o livro Laowai – histórias de uma repórter brasileira na China, da escritora Sônia Bridi, foi uma das principais inspirações para a realização da temporada no país asiático.
O episódio que abordou as fintechs chinesas, China: A Revolução dos Pagamentos Digitais, desenvolvido em parceria com a Stone Pagamentos, foi eleito vencedor da categoria de melhor documentário de curta-metragem no Festival de TV de Sichuan em 2019, sendo a única obra indicada naquele ano a não contar com a contribuição de produtoras chinesas. O festival naquele ano, realizado sob o tema “Histórias chinesas e comunicação internacional”, teve sua cerimônia de premiação em 1º de novembro na cidade de Chengdu.

### 4ª temporada: O futuro pós pandemia

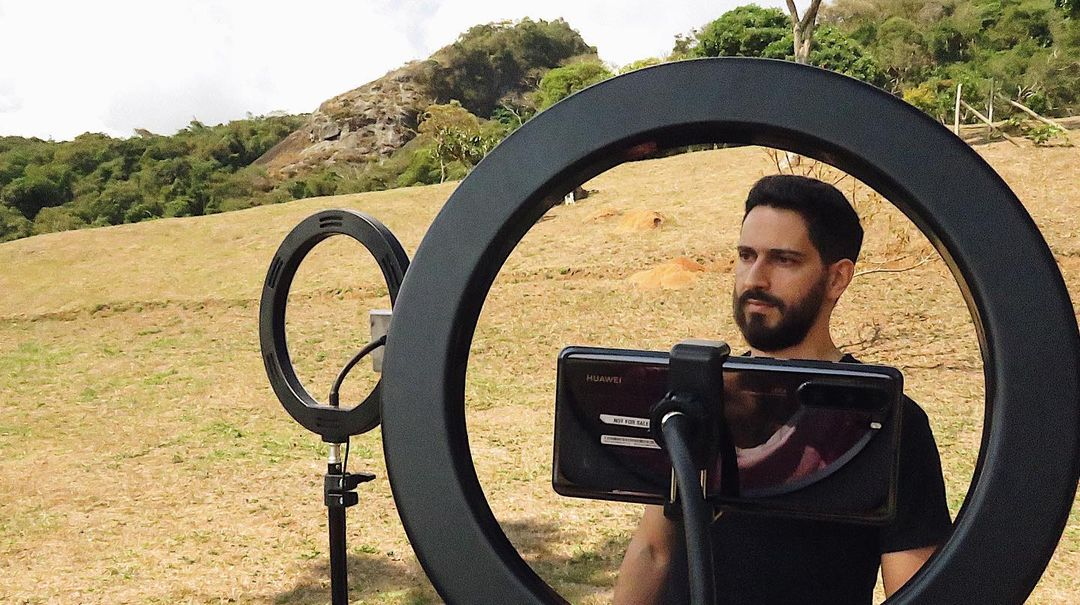
Ronaldo Lemos, durante as gravações remotas para a quarta temporada do programa.

A quarta temporada do programa inicialmente tinha como objetivo abordar a revolução tecnológica na Índia. No entanto, como consequência da pandemia mundial, acabou sendo reformulada e foi gravada de forma remota em uma região isolada na cidade de São Bento do Sapucaí, entre abril e outubro de 2020. Devido ao distanciamento social, as entrevistas foram gravadas e exibidas em formato de videoconferência.
A temporada passou a ser exibida semanalmente pelo Futura a partir de 19 de outubro de 2020, abordando ao longo de seus oito episódios temas como a desigualdade social, as transformações socioeconômicas mediante a pandemia e o uso da tecnologia como aliada durante o período. A temporada apresenta também previsões do mundo pós-pandemia através do ponto de vista de cientistas, professores, empreendedores, especialistas em tecnologias e escritores mundiais.

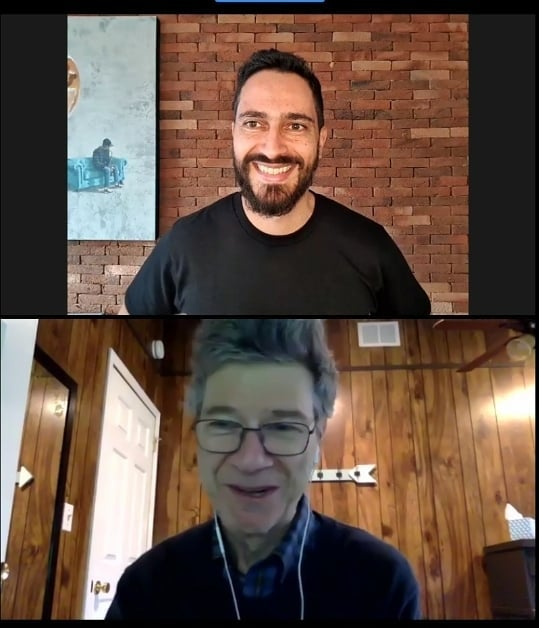
Ronaldo Lemos e Jeffrey Sachs durante a entrevista remota.

Dentre os entrevistados da temporada estão personalidades como Jeffrey Sachs, professor e um dos mais influentes nomes sobre meio ambiente e globalização; Stephen Wolfram, criador da plataforma de inteligência artificial Wolfram Alpha; Gideon Lichfield, editor da revista MIT Technology Review; Liu Cixin, escritor de ficção científica chinês; Sasha Costanza-Chock, professora transgênero do Instituto de Tecnologia de Massachusetts; e os brasileiros KondZilla, produtor e dono do até então maior canal do YouTube no Brasil; Celso Athayde, fundador da Central Única das Favelas; a economista Laura Carvalho; a cientista da computação Nina da Hora; a urbanista Tainá de Paula; e a influencer Camila Coutinho.
A quarta temporada da série contou com o patrocínio exclusivo do UOL EdTech, empresa de tecnologia para educação no Brasil. A partir desta temporada, os episódios do programa foram integrados ao acervo do Globoplay.

### 5ª temporada: Empreendedorismo e Inovação
Na quinta temporada da série, Ronaldo investiga a força do interior do Brasil, revisitando sua cidade natal, Araguari, no Triângulo Mineiro, que é berço de vários empreendedores conhecidos nacionalmente.
A temporada foi pré-produzida ainda no primeiro semestre de 2021, e passou a ser exibida pelo Futura a partir de 29 de novembro daquele mesmo ano, propondo como tema central de seus diálogos o empreendedorismo e a inovação, assim como a necessidade da transformação de ideias em valor econômico e social.

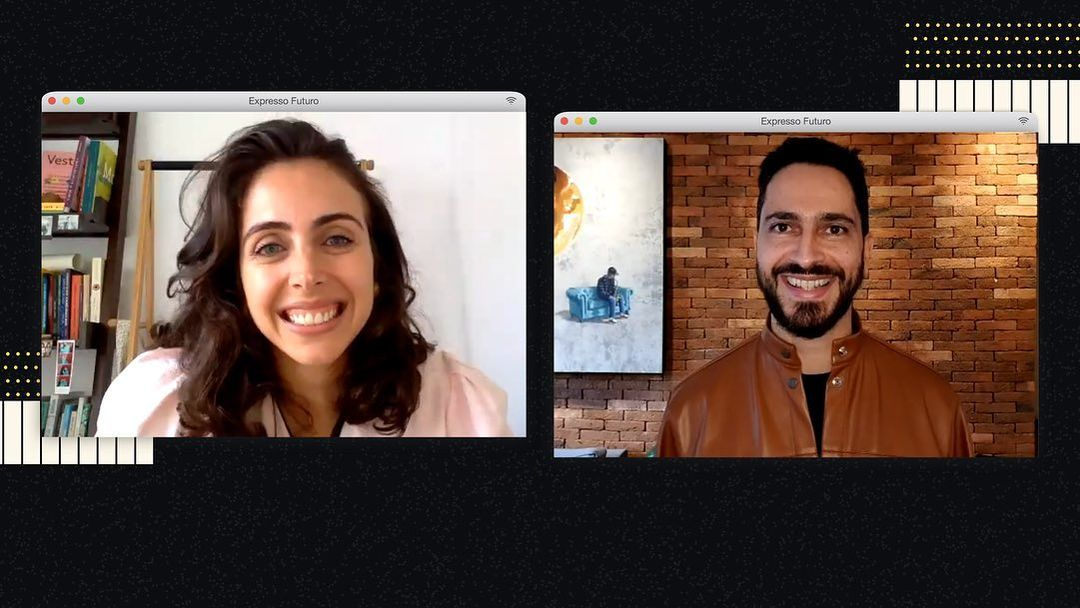
Giovanna Nader e Ronaldo Lemos falam sobre a sustentabilidade no mundo da moda.

Ao longo de seus oito episódios, a temporada trouxe histórias e depoimentos de empreendedores brasileiros que, a partir da cultura digital, desenvolveram projetos inovadores em segmentos como ciência, educação, saúde e o mundo do trabalho. A economia do conhecimento, o racismo estrutural, as NFTs e demais criptomoedas, são outros dos destaques da temporada.
Dentre os entrevistados da temporada estão personalidades como Nathalia Arcuri, fundadora da plataforma educacional sobre finanças Me Poupe; Monique Evelle, da rede Inventivos; Edu Lyra, da Gerando Falcões; Paulo Rogério Nunes, fundador da Vale do Dendê em Salvador; Gustavo Caetano, fundador da Sambatech; Gustavo Debs, fundador da Zup; Tulio Kehdi, fundador do grupo Raccoon de mídia; e o influencer Felipe Neto.
Assim como sua antecessora, a temporada foi gravada de forma virtual e trouxe uma série de entrevistas exibidas em formato de videoconferência.

### 6ª temporada: "Afropresentismo" - Inovação no continente africano

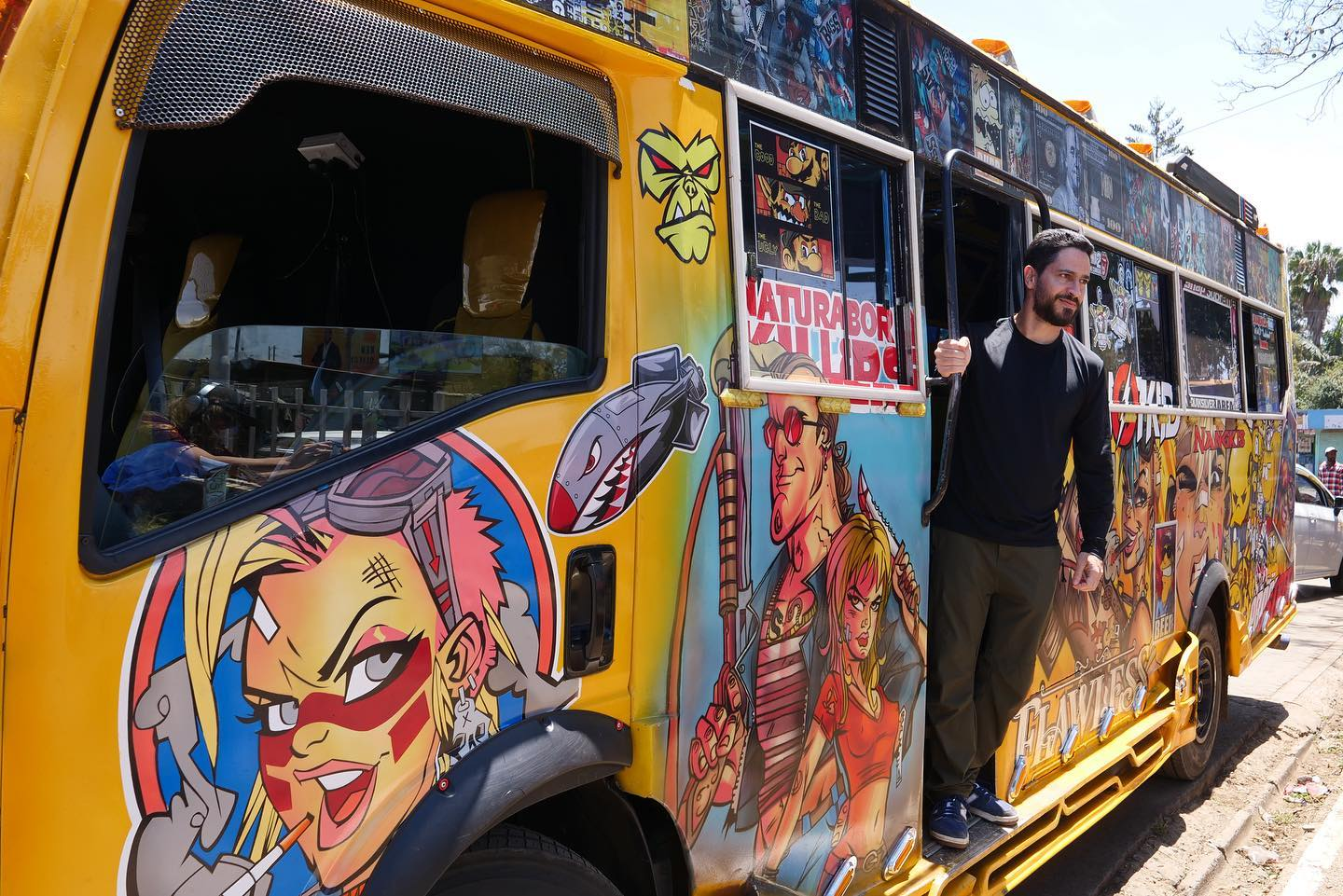
Lemos, em um dos Matátus de Nairóbi

A sexta temporada é resultado de uma viagem na qual o apresentador Ronaldo Lemos visitou países como Gana, Moçambique, Quênia e Tanzânia. Nela, são apresentadas características locais que se traduziram em soluções tecnológicas e inovadoras, promovendo a harmonia entre a população e o meio ambiente.

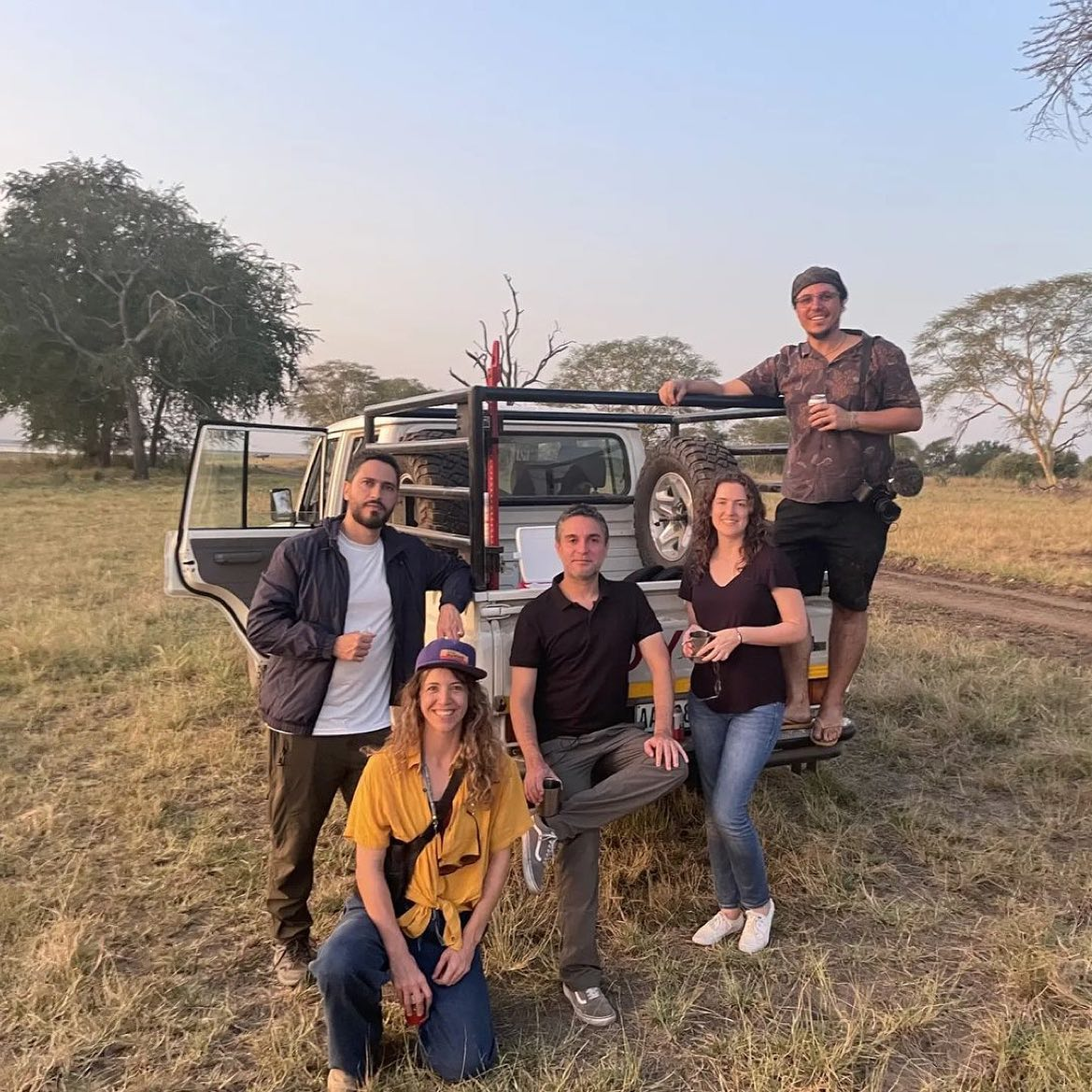
Equipe de gravações no continente africano.

Nos episódios, foram destacados como a internet e a energia elétrica se tornam presentes até mesmo em áreas rurais do continente, o empreendedorismo local, as startups e fintechs existentes na popularmente conhecida como Savana do Silício. Além disso, são evidenciadas peculiaridades tecnológicas utilizadas na região, como a M-Pesa, método de pagamento instantâneo via SMS utilizado desde 2007 e os smartphones que se tornaram populares entre os africanos por possuírem câmeras desenvolvidas exclusivamente para tirar fotos de pessoas negras. Outro destaque da temporada são os Matátus, ônibus que circulam em Nairóbi oferecendo uma espécie de festa aos seus passageiros, com música alta, televisão e Wi-Fi.
A temporada começou a ser exibida semanalmente, em formato reduzido, durante a programação do Fantástico a partir de 6 de novembro de 2022, tendo seus episódios exibidos na íntegra pelo Futura no dia seguinte.

### 7ª temporada: Conectividade na Amazônia

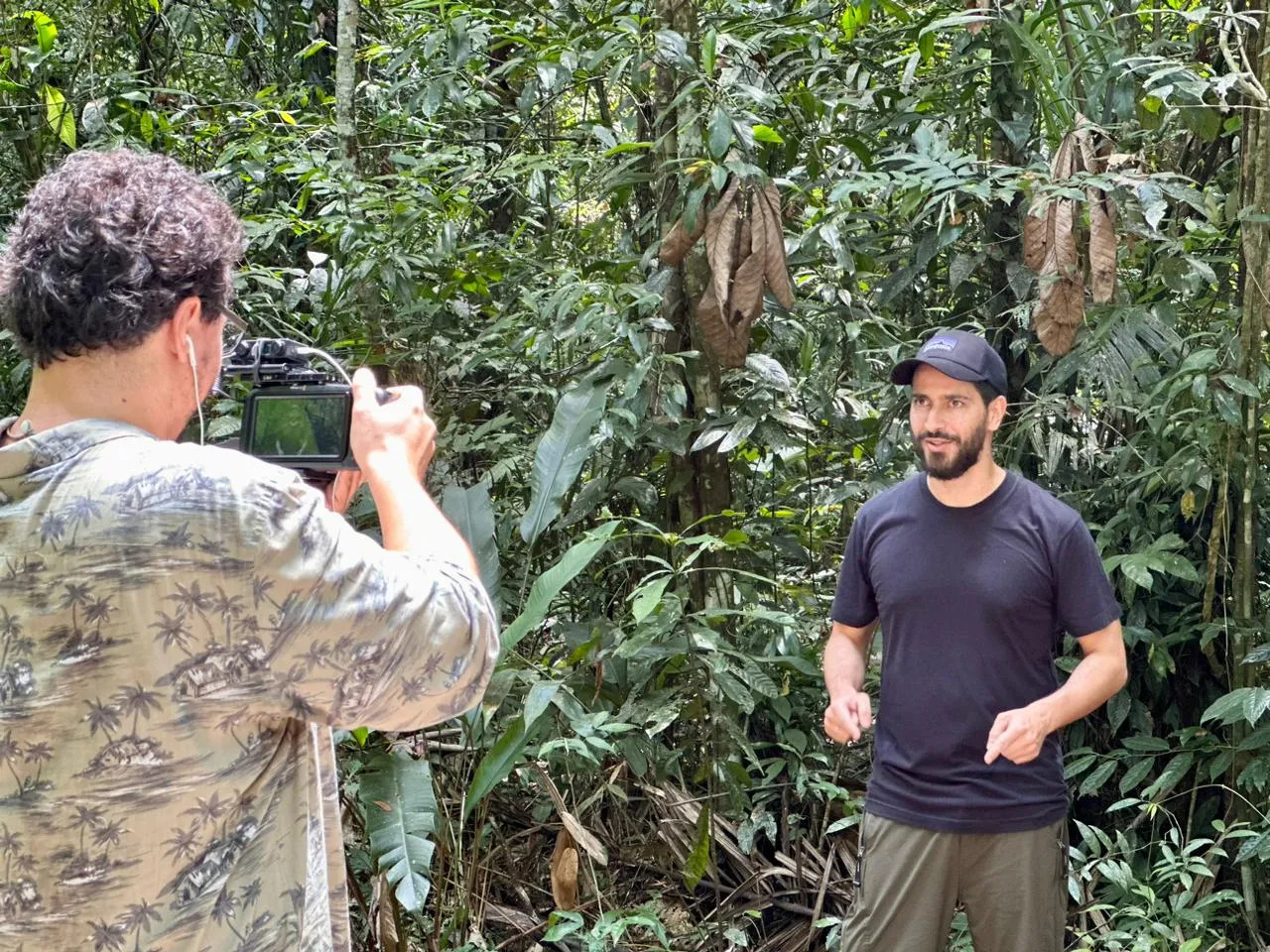
Gravação em meio a floresta amazônica.

Na sétima temporada do programa, o apresentador Ronaldo Lemos viajou para a Amazônia, revelando as tecnologias desenvolvidas na região. Entre elas, destaca-se a criação de um band-aid cirúrgico, elaborado com materiais locais por meio de uma pesquisa da Universidade Federal do Amazonas. Além disso, o programa explorou um laboratório de desenvolvimento de jogos em plena floresta, apresentando também os trabalhos inovadores de startups locais.
A temporada também mostrou pela primeira vez na televisão a chegada da rede de satélites Starlink às comunidades ribeirinhas e povos indígenas, facilitada pelo Rio Solimões.
Em 2024, o episódio Amazônia do Século XXI foi selecionado para o Science Film Festival, o maior festival de cinema educacional científico do mundo, cujo tema desta edição é "Emissões Zero e Economia Circular". O episódio concorre na categoria "Entretenimento Educativo para a Família". Os vencedores serão anunciados em janeiro de 2025.

### 8ª temporada: A busca pela vida eterna em Vitalia City

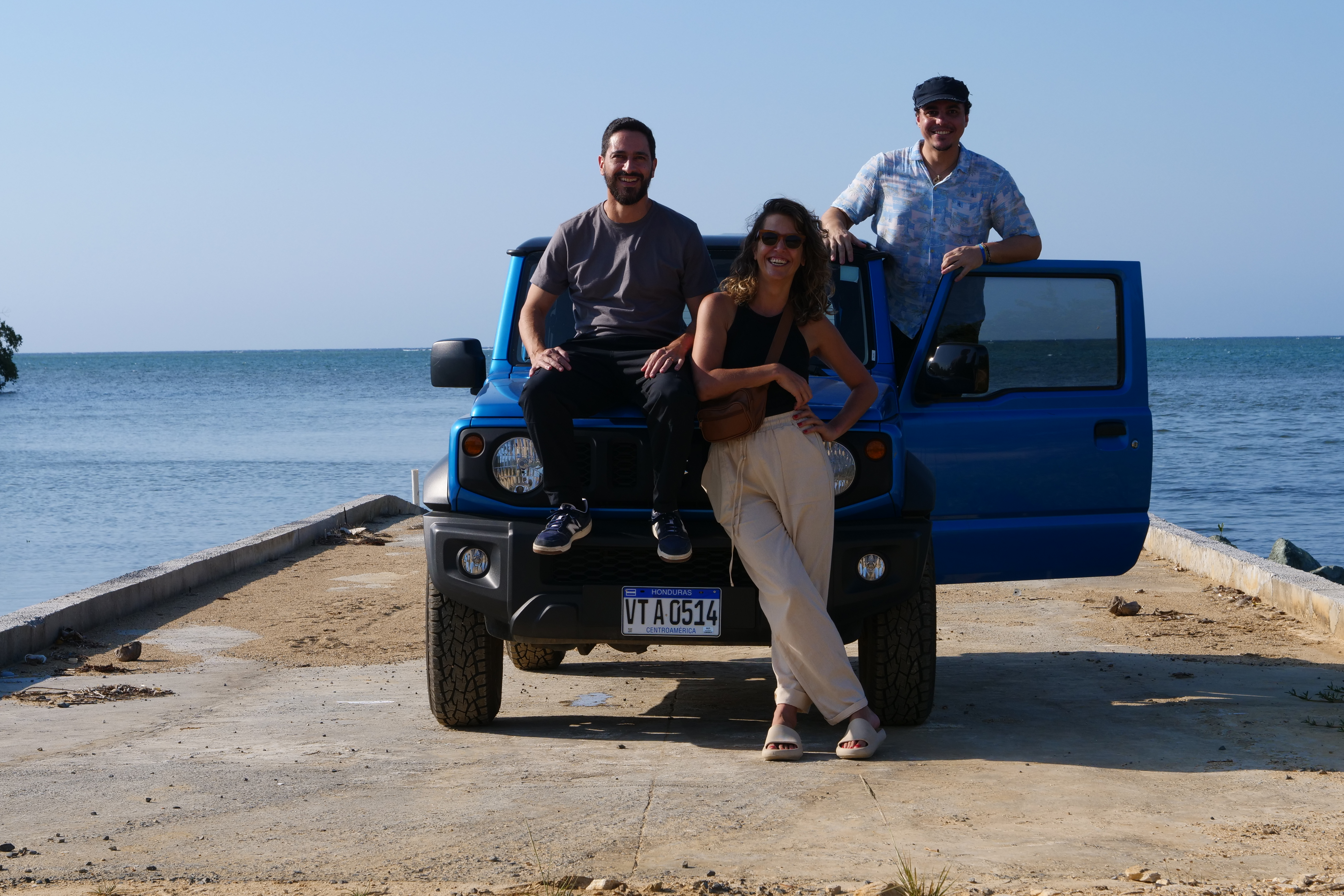
Ronaldo Lemos, Anna Penteado e Paulo Henrique Testolin em Vitália City.

A oitava temporada foi gravada em Honduras, mais especificamente em  Próspera, uma zona econômica especial dentro da ilha de Roatán, e autônoma ao resto do pais. A temporada tinha estreou no dia 25 de novembro de 2024.
Nesta temporada, a série explora o modelo de Zonas Especiais de Desenvolvimento Econômico (ZEDEs), que permitiu a Próspera alcançar autonomia legal e administrativa em relação a Honduras, criando suas próprias leis, incluindo na área da saúde. Essa autonomia atraiu uma comunidade global de pesquisadores e empreendedores dedicados a estudar e experimentar formas de prolongar a vida humana através da ciência aliada a tecnologia.

Um dos destaques é Vitalia City, uma comunidade dentro de Próspera, onde o envelhecimento é tratado como uma doença. Lá, pesquisadores conduzem experimentos avançados, que vão desde terapias genéticas para reverter o envelhecimento biológico até implantes de chips biotecnológicos capazes de armazenar dados corporais e que auxiliam em tratamentos personalizados.

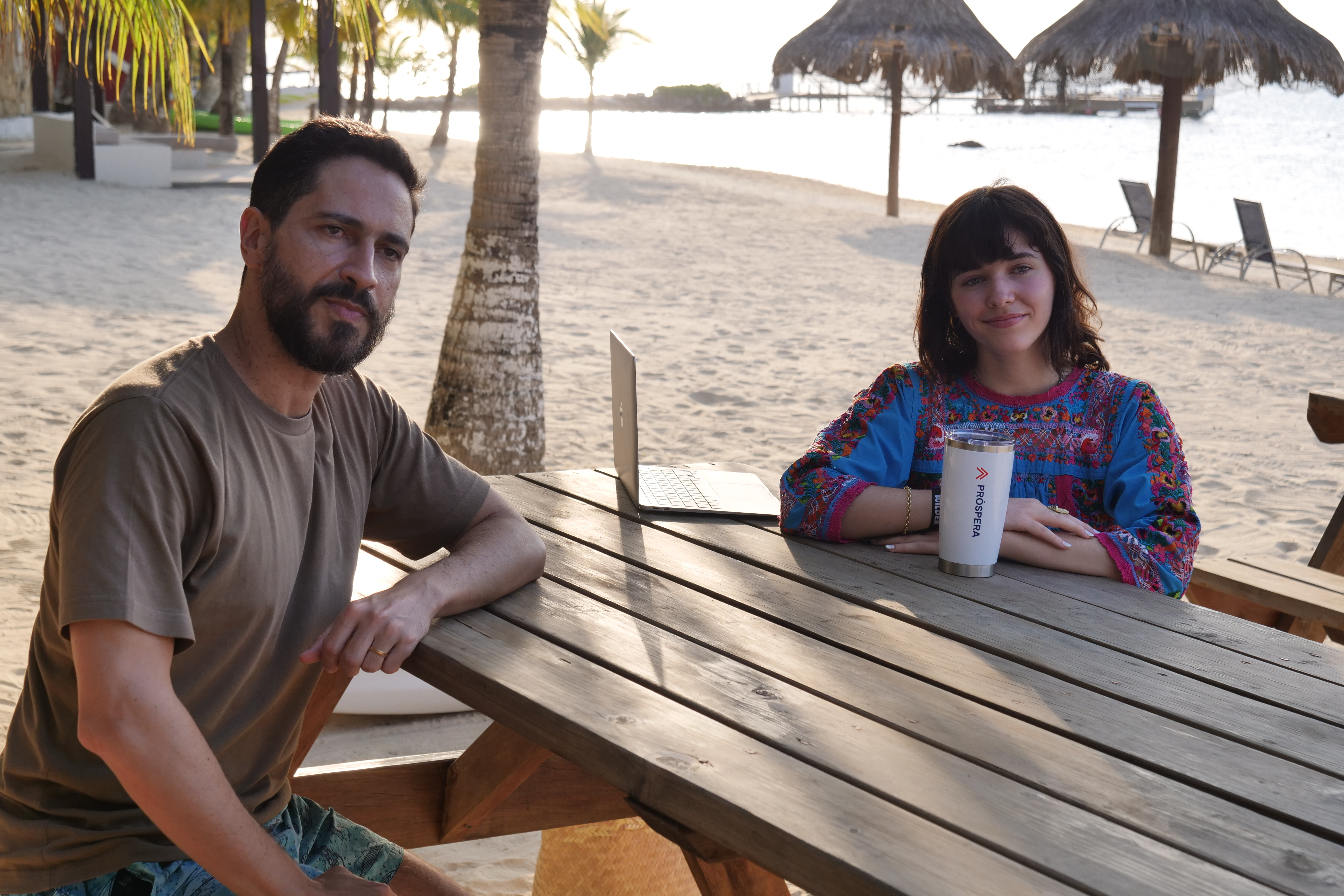
Ronaldo Lemos e Zelda Poem, fundadora do School Nautilus Quest, uma das entrevistada da temporada.

Ronaldo Lemos visitou clínicas e laboratórios em Vitalia City, conversando com profissionais sobre essas inovações. Ele também mergulhou no estilo de vida da comunidade, que adota práticas como a dieta da “vida eterna”, inspirada no bilionário Bryan Johnson e nas chamadas blue zones, além de rotinas alinhadas aos ciclos naturais do corpo humano.
A temporada também destaca o papel de Próspera como um experimento de governança inspirado pelo conceito de Network State. Essa abordagem a posiciona como um polo de iniciativas inovadoras que desafiam modelos tradicionais de organização social e política.
Ao documentar histórias como as de Vitalia City e Próspera, o Expresso Futuro reflete sobre o impacto dessas zonas experimentais no futuro da humanidade e amplia o debate sobre como reinventar o modo de viver e organizar a sociedade em um mundo em constante transformação.

## Episódios
| Temporadas | Temporadas   | Episódios | Local de gravação | Exibição original      | Exibição original      |
| Temporadas | Temporadas   | Episódios | Local de gravação | Estreia de temporada   | Final de temporada     |
| ---------- | ------------ | --------- | ----------------- | ---------------------- | ---------------------- |
|            | 1ª Temporada | 10        | Estados Unidos    | 10 de julho de 2017    | 11 de setembro de 2017 |
|            | 2ª Temporada | 10        | Estados Unidos    | 23 de julho de 2018    | 21 de setembro de 2018 |
|            | 3ª Temporada | 8         | China             | 1 de setembro de 2019  | 21 de outubro de 2019  |
|            | 4ª Temporada | 8         | Brasil            | 19 de outubro de 2020  | 7 de dezembro de 2020  |
|            | 5ª Temporada | 8         | Brasil            | 29 de novembro de 2021 | 17 de janeiro de 2022  |
|            | 6ª Temporada | 8         | União Africana    | 6 de novembro de 2022  | 26 de dezembro de 2022 |
|            | 7ª Temporada | 6         | Brasil            | 11 de dezembro de 2023 | 15 de janeiro de 2024  |
|            | 8ª Temporada | 4         | Honduras          | 25 de novembro de 2024 | 16 de dezembro de 2024 |

### 1ª Temporada
| # | Título                                      | Exibição original no Futura | Duração |
| --- | ------------------------------------------- | --------------------------- | ------- |
| 1 | "Inteligência Artificial"                   | 10 de julho de 2017         | 25:59   |
| Sinopse: Como a inteligência artificial vai mudar as nossas vidas? Ronaldo investiga como ela está presente no nosso cotidiano e quais são os impactos positivos e negativos, como o desaparecimento de empregos. |                                             |                             |         |
| 2 | "Cidades Inteligentes"                      | 17 de julho de 2017         | 26:10   |
| Sinopse: Ronaldo mostra como a tecnologia está revolucionando os serviços públicos, a mobilidade urbana e outros setores, e a importância de criarmos “cidadãos inteligentes” para as cidades do futuro.          |                                             |                             |         |
| 3 | "Relacionamentos em Tempos de Hiperconexão" | 24 de julho de 2017         | 25:34   |
| Sinopse: Como a tecnologia mudou a forma como as pessoas se conhecem, se comunicam e namoram? Ronaldo conversa com especialistas e questiona se a tecnologia nos torna mais conectados ou mais solitários.        |                                             |                             |         |
| 4 | "O Futuro do Trabalho"                      | 31 de julho de 2017         | 26:24   |
| Sinopse: Ronaldo investiga como a forma de trabalharmos mudou através da internet e fala também sobre o fenômeno do trabalho não remunerado nas indústrias criativas.                                             |                                             |                             |         |
| 5 | "Moedas Virtuais, o Futuro das Finanças"    | 7 de agosto de 2017         | 26:50   |
| Sinopse: Em tempos de crise econômica, a internet está revolucionando os serviços financeiros. Ronaldo investiga o bitcoin, a tecnologia blockchain e as inovações que isso tudo está trazendo.                   |                                             |                             |         |
| 6 | "Democracia e Tecnologia"                   | 14 de agosto de 2017        | 26:59   |
| Sinopse: Como a tecnologia vai revolucionar a participação dos cidadãos na vida pública? A democracia pode ser melhorada com a internet? Ronaldo investiga o futuro dos governos e da democracia na era digital.  |                                             |                             |         |
| 7 | "Realidade Virtual"                         | 21 de agosto de 2017        | 26:31   |
| Sinopse: Como a realidade virtual está sendo aplicada na arte, entretenimento e até em estudos acadêmicos? Ronaldo analisa como essa tecnologia vai revolucionar setores diversos.                                |                                             |                             |         |
| 8 | "Ativismo na Internet"                      | 28 de agosto de 2017        | 26:51   |
| Sinopse: Como a internet mudou a forma de se protestar e de se fazer política? Ronaldo fala sobre hacktivismo, movimentos como Anonymous e também debate os direitos dos usuários da internet.                    |                                             |                             |         |
| 9 | "Arte e Tecnologia"                         | 4 de setembro de 2017       | 26:07   |
| Sinopse: Como a arte é impactada pela tecnologia? Ronaldo conversa com artistas e instituições para entender como este mundo está se adaptando e inovando com novas práticas e ferramentas.                       |                                             |                             |         |
| 10 | "Inovadores Brasileiros no Exterior"        | 11 de setembro de 2017      | 26:07   |
| Sinopse: Ronaldo encontra brasileiros que saíram do país e se tornaram referências dentro de suas áreas. Ele conversa com profissionais que estão usando a tecnologia para inovar.                                |                                             |                             |         |

| Voltar ao Guia de Episódios |
| --------------------------- |

### 2ª Temporada
| # | Título                              | Exibição original no Futura | Duração |
| --- | ----------------------------------- | --------------------------- | ------- |
| 1 | "Privacidade"                       | 23 de julho de 2018         | 26:55   |
| Sinopse: Ronaldo fala dos mitos e verdades sobre privacidade, e os dilemas do uso de dados pessoais por empresas e governos. Com qual tipo de coleta de dados deveríamos nos preocupar?                          |                                     |                             |         |
| 2 | "Identidades Digitais"              | 30 de julho de 2018         | 25:40   |
| Sinopse: Ronaldo se torna e-cidadão da Estônia e mostra como as identidades digitais vão transformar o que significa ser governo, cidadão e também a prestação de serviços públicos.                             |                                     |                             |         |
| 3 | "Cultura Hiperconectada"            | 6 de agosto de 2018         | 25:46   |
| Sinopse: Ronaldo investiga como a tecnologia está mudando o consumo de cultura e a produção musical, audiovisual e artística através de novas ferramentas, como a realidade aumentada.                           |                                     |                             |         |
| 4 | "Contratos Inteligentes"            | 13 de agosto de 2018        | 24:26   |
| Sinopse: A revolução do blockchain vai muito além do bitcoin. Ronaldo mostra como essa nova tecnologia e os contratos inteligentes podem trazer inovações para o futuro.                                         |                                     |                             |         |
| 5 | "Biotecnologia e o Futuro da Saúde" | 20 de agosto de 2018        | 27:11   |
| Sinopse: O que acontece quando a biotecnologia sai dos laboratórios e é disseminada entre entusiastas? Ronaldo analisa as inovações do movimento diy da biotecnologia e mostra avanços na área da saúde.         |                                     |                             |         |
| 6 | "Governo e Tecnologia"              | 27 de agosto de 2018        | 25:30   |
| Sinopse: Como a tecnologia pode ajudar o governo a prestar melhores serviços? Ronaldo mostra como as GovTechs, tecnologias governamentais, podem trazer benefícios para governos e a sociedade civil.            |                                     |                             |         |
| 7 | "Fake News e Manipulação"           | 3 de setembro de 2018       | 28:06   |
| Sinopse: Como é possível combater a epidemia de fake news? Ronaldo conversa com especialistas para entender como as notícias falsas são criadas e como podemos nos prevenir e não ser manipulados.               |                                     |                             |         |
| 8 | "Cibersegurança"                    | 10 de setembro de 2018      | 26:01   |
| Sinopse: Se a internet é a resposta para muitos problemas, a cibersegurança é a pergunta. Quais são as ameaças para os usuários, empresas e governos? Ronaldo investiga os riscos de estarmos sempre conectados. |                                     |                             |         |
| 9 | "Internet das Coisas"               | 17 de setembro de 2018      | 26:47   |
| Sinopse: No futuro, tudo estará conectado à Internet. Ronaldo investiga esse fenômeno global e mostra por que o Brasil decidiu apostar nesse tema e criar um plano nacional de Internet das Coisas               |                                     |                             |         |
| 10 | "Desconectar é Preciso"             | 21 de setembro de 2018      | 27:03   |
| Sinopse: Cada vez mais há uma preocupação com o excesso e a dependência da tecnologia. Ronaldo fala sobre a importância de se desconectar, os efeitos da tecnologia em crianças e os cuidados que podemos tomar. |                                     |                             |         |

| Voltar ao Guia de Episódios |
| --------------------------- |

### 3ª Temporada
| # | Título                                                      | Exibição original no Futura | Duração |
| --- | ----------------------------------------------------------- | --------------------------- | ------- |
| 1 | "A Revolução dos Pagamentos Digitais"                       | 02 de setembro de 2019      | 28:05   |
| Sinopse: O dinheiro em papel está em extinção na China. Ronaldo mostra como novas formas digitais de pagamento mudaram a vida do país e estimularam o comércio eletrônico, que explodiu nos últimos anos.         |                                                             |                             |         |
| 2 | "Revolução do Transporte - Trem Bala e os Carros Elétricos" | 09 de setembro de 2019      | 26:10   |
| Sinopse: Ronaldo visita uma fábrica de trens-bala e visita Shenzhen, uma cidade que foi tomada por carros e ônibus elétricos com baterias de última geração, para investigar o futuro do transporte e da energia. |                                                             |                             |         |
| 3 | "Redes Sociais, Influenciadores e a Vida ao Vivo"           | 16 de setembro de 2019      | 27:56   |
| Sinopse: Novas plataformas de mídia na China potencializaram a democratização da produção e distribuição de conteúdo. Ronaldo fala sobre a febre do live streaming e inovações que estão sacudindo o mercado.     |                                                             |                             |         |
| 4 | "O Futuro das Cidades Conectadas"                           | 23 de setembro de 2019      | 26:57   |
| Sinopse: Ronaldo mostra a infraestrutura inteligente de cidades como Pequim e Xangai e explora como a tecnologia e a conectividade vão revolucionar as cidades do futuro.                                         |                                                             |                             |         |
| 5 | "A Fábrica do Futuro fica em Shenzhen"                      | 30 de setembro de 2019      | 26:39   |
| Sinopse: Ronaldo conta a história da cidade de Shenzhen, o maior polo de inovação de hardware do mundo. A cidade promete virar o mundo de cabeça pra baixo e está mudando o significado de “made in China”.       |                                                             |                             |         |
| 6 | "Os Super Aplicativos e a Economia do Compartilhamento"     | 7 de outubro de 2019        | 26:04   |
| Sinopse: Na China, a economia do compartilhamento conquistou uma geração. Ronaldo fala sobre a febre das bikes compartilhadas e como os superapps mudaram o relacionamento dos chineses com o celular             |                                                             |                             |         |
| 7 | "O Futuro dos Serviços Públicos Digitais"                   | 14 de outubro de 2019       | 24:04   |
| Sinopse: Ronaldo mostra como a inteligência artificial, reconhecimento facial e coleta de dados em massa estão mudando a prestação de serviços públicos na China em áreas como a saúde e o transporte.            |                                                             |                             |         |
| 8 | "Urbanismo e as Megacidades"                                | 21 de outubro de 2019       | 23:57   |
| Sinopse: Como será a vida urbana daqui a alguns anos? Na China, esse futuro está bem próximo com a chegada da rede 5G. Ronaldo conversa com especialistas e reflete sobre o futuro da inovação chinesa.           |                                                             |                             |         |

| Voltar ao Guia de Episódios |
| --------------------------- |

### 4ª Temporada
| # | Título                                        | Exibição original no Futura | Duração |
| --- | --------------------------------------------- | --------------------------- | ------- |
| 1 | "Tecnologia e Desigualdade"                   | 19 de outubro de 2020       | 27:52   |
| Sinopse: A pandemia escancarou a desigualdade no Brasil. Ronaldo conversa com pensadores para entender como é possível combatê-la e como a tecnologia pode ser uma ferramenta importante para isso.                         |                                               |                             |         |
| 2 | "O Papel da Cultura na Construção do Futuro"  | 26 de outubro de 2020       | 25:11   |
| Sinopse: Como o consumo de cultura vai evoluir? Um dos maiores criadores de conteúdo do mundo, Kondzilla, e a comunicadora Camila Coutinho discutem o culto à celebridade, os símbolos de status e mais.                    |                                               |                             |         |
| 3 | "Home office e o Futuro do Trabalho"          | 2 de novembro de 2020       | 26:21   |
| Sinopse: Como a pandemia mudou a nossa relação com o trabalho dentro e fora de casa? Ronaldo fala com especialistas sobre a precarização do trabalho, os desafios do home office e do futuro do mercado.                    |                                               |                             |         |
| 4 | "China e o Futuro da Globalização"            | 9 de novembro de 2020       | 27:51   |
| Sinopse: Como fica a globalização pós-pandemia? Qual será o papel da China no novo cenário mundial? Ronaldo conversa com especialistas sobre o futuro das fronteiras, geopolítica e comércio internacional.                 |                                               |                             |         |
| 5 | "Uma Nova Educação"                           | 16 de novembro de 2020      | 27:06   |
| Sinopse: Qual será o impacto do coronavírus nas escolas? Ronaldo debate as lições da pandemia, do ensino remoto e a importância da conectividade para o futuro da educação.                                                 |                                               |                             |         |
| 6 | "Reinventando a Vida Nas Cidades"             | 23 de novembro de 2020      | 26:53   |
| Sinopse: A tendência de cidades inteligentes e outras tecnologias tiveram um papel importante no mapeamento da pandemia. Arquitetos e pesquisadores refletem sobre como a sociedade vai lidar com desafios urbanos futuros. |                                               |                             |         |
| 7 | "O Que Esperar da Ciência e do Meio Ambiente" | 30 de novembro de 2020      | 28:29   |
| Sinopse: Muito se falou sobre a diminuição da poluição durante a quarentena. O que pensam economistas, epidemiologistas e empresários sobre o papel da ciência nas questões do meio ambiente?                               |                                               |                             |         |
| 8 | "A Sociedade que nos Espera"                  | 7 de dezembro de 2020       | 26:35   |
| Sinopse: O mundo pós-Covid será outro. Vozes diversas como a da ativista Sasha Costanza-Chock e do filósofo Roberto Mangabeira Unger discutem as questões sociais, políticas e ideológicas dos próximos tempos.             |                                               |                             |         |

| Voltar ao Guia de Episódios |
| --------------------------- |

### 5ª Temporada
| # | Título                                | Exibição original no Futura | Duração |
| --- | ------------------------------------- | --------------------------- | ------- |
| 1 | "Araguari"                            | 29 de novembro de 2021      | 27:43   |
| Sinopse: Ronaldo Lemos começa a quinta temporada do Expresso Futuro voltando para Araguari, sua cidade natal, para explorar o porquê dessa pequena cidade ter criado tantos empreendedores e empreendedoras em diversos setores do Brasil.                                                                                            |                                       |                             |         |
| 2 | "Empreendedorismo de Educação"        | 6 de dezembro de 2021       | 26:46   |
| Sinopse: Neste episódio o Expresso Futuro traz exemplos de pessoas que pensaram fora da caixa para democratizar o acesso à educação no mundo digital, desde a infância à "skills" necessárias para profissionais de todas as áreas.                                                                                                   |                                       |                             |         |
| 3 | "Altruísmo High-Tech"                 | 13 de dezembro de 2021      | 26:36   |
| Sinopse: A tecnologia pode estimular o altruísmo? No 3º episódio da quinta temporada de Expresso Futuro, Ronaldo Lemos explora projetos e empresas que fazem empreendedorismo consciente, usando e criando tecnologias para melhorar a vida das pessoas.                                                                              |                                       |                             |         |
| 4 | "Meio Ambiente"                       | 20 de dezembro de 2021      | 26:37   |
| Sinopse: Nesse episódio, Ronaldo conversa com empreendedores que buscam influenciar de maneira positiva a nossa relação com o meio-ambiente, criando soluções que vão do agronegócio à moda. |                                       |                             |         |
| 5 | "Urbanismo e Inteligência Artificial" | 27 de dezembro de 2021      | 25:44   |
| Sinopse: No quinto episódio da 5ª temporada do Expresso Futuro, Ronaldo Lemos conversa com empreendedores que, através de inteligência artificial, conseguiram inovar na área de urbanismo, trabalho e segurança pública nas cidades.                                                                                                 |                                       |                             |         |
| 6 | "Investindo em Tecnologia"            | 3 de janeiro de 2022        | 25:38   |
| Sinopse: Como inovar com a tecnologia? Ronaldo Lemos explora o mundo de investimentos no Brasil, onde empreendedores desenvolvem projetos para que a inovação se torne possível para toda a população. |                                       |                             |         |
| 7 | "Além da Bitcoin"                     | 10 de janeiro de 2022       | 26:05   |
| Sinopse: Bitcoin, NFTs, Ethereum, Hathor são algumas das palavras que fazem parte da revolução das criptomoedas. Como esta revolução impacta a forma como vivemos? O 7º episódio do Expresso Futuro busca entender como os empreendedores do país estão assimilando essas mudanças para transformar os negócios por meio da inovação. |                                       |                             |         |
| 8 | "Economia do Conhecimento para todos" | 17 de janeiro de 2022       | 26:23   |
| Sinopse: No último episódio da 5ª temporada do Expresso Futuro, Ronaldo Lemos conversa com pessoas que através de projetos levam a economia do conhecimento para todos, desde empreendedorismo em favelas até criadores de conteúdo online e educação financeira.                                                                     |                                       |                             |         |

| Voltar ao Guia de Episódios |
| --------------------------- |

### 6ª Temporada
| # | Título                                                | Exibição original no Futura | Duração |
| --- | ----------------------------------------------------- | --------------------------- | ------- |
| 1 | "Afropresentismo: mudando a narrativa sobre a África" | 7 de novembro de 2022       | 27:04   |
| Sinopse: Em Nairobi, Ronaldo mostra como as histórias do continente africano que chegam à mídia ocidental são extremamente limitadas. Passeia em um “Matatu”, ônibus público queniano e finaliza em Gana.            |                                                       |                             |         |
| 2 | "Moçambique: maratonando para inovar"                 | 14 de novembro de 2022      | 27:21   |
| Sinopse: Ronaldo visita o Parque Nacional de Gorongosa, em Moçambique, cujo experimento em conservação foca na co-existência da população local com o meio ambiente e corre a Maratona de Gorongosa.                 |                                                       |                             |         |
| 3 | "Moçambique: natureza e tecnologia"                   | 21 de novembro de 2022      | 26:06   |
| Sinopse: Em Gorongosa, Ronaldo visita os laboratórios de botânica, biologia, paleontologia e reabilitação de pangolim, liderados por mulheres moçambicanas, para entender a pesquisa e inovação existente no parque. |                                                       |                             |         |
| 4 | "A Savana do Silício"                                 | 28 de novembro de 2022      | 26:10   |
| Sinopse: Nairobi é conhecida na África como Savana do Silício devido à quantidade de start-ups e fintechs. No Quênia, Ronaldo aproveita para entender sobre esse ambiente e de empreendimentos inspiradores.         |                                                       |                             |         |
| 5 | "Afrofuturismo"                                       | 5 de dezembro de 2022       | 27:30   |
| Sinopse: O episódio explora como artistas e inovadores misturam tendências tradicionais à tecnologia atual para criar uma visão futurística extremamente africana, o afrofuturismo.                                  |                                                       |                             |         |
| 6 | "Inovação tecnológica e social"                       | 12 de dezembro de 2022      | 26:18   |
| Sinopse: Países como Moçambique e Quênia possuem uma língua colonial oficial, mas também uma variedade de línguas locais. No episódio, Ronaldo explora projetos que quebram a barreira linguística e cultural.       |                                                       |                             |         |
| 7 | "Fintechs e inovação financeira"                      | 19 de dezembro de 2022      | 26:51   |
| Sinopse: O e-commerce já bombava na África antes mesmo da pandemia. O episódio mostra inovadores africanos criativos na hora de usar novas tecnologias na área de transações digitais, criptomoedas e crédito.       |                                                       |                             |         |
| 8 | "Wakanda existe?"                                     | 26 de dezembro de 2022      | 26:45   |
| Sinopse: Países africanos correm para gerar cidades mais inclusivas e inteligentes. No último episódio, uma juventude globalizada e conectada cria soluções que servem de inspiração para o Brasil e para o mundo    |                                                       |                             |         |

| Voltar ao Guia de Episódios |
| --------------------------- |

### 7ª Temporada
| # | Título                                  | Exibição original no Futura | Duração |
| --- | --------------------------------------- | --------------------------- | ------- |
| 1 | "Os rios e as redes"                    | 11 de dezembro de 2023      | 27:01   |
| Sinopse: Ronaldo começa a nova temporada do Expresso Futuro subindo o Rio Negro para mostrar como a chegada de conectividade através de satélites de baixa órbita da Starlink está mudando a realidade da região amazônica.                 |                                         |                             |         |
| 2 | "Amazônias do século XXI"               | 18 de dezembro de 2023      | 26:03   |
| Sinopse: Ronaldo mergulha nos saberes indígenas através da culinária, conversa com programadores que estão desenvolvendo games na Amazônia e explora os caminhos para destravar a economia do conhecimento na Amazônia.                     |                                         |                             |         |
| 3 | "O desafio e as oportunidades do verde" | 25 de dezembro de 2023      | 28:23   |
| Sinopse: Ronaldo conversa com especialistas do Imazon para entender como a inteligência artificial está sendo usada na realidade da floresta, nos desafios da área ambiental e para o alcance da sustentabilidade e prosperidade.           |                                         |                             |         |
| 4 | "Amazônia pop que ganha o mundo"        | 1 de janeiro de 2024        | 27:25   |
| Sinopse: A cultura da Amazônia tem potencial para ganhar o mundo. No episódio, Ronaldo mostra como a arte, culinária e conhecimento da região amazônica podem ensinar muito para o resto do Brasil e do mundo.                              |                                         |                             |         |
| 5 | "A Amazônia que nos ensina a viver"     | 8 de janeiro de 2024        | 27:29   |
| Sinopse: Existem mais de 180 povos indígenas na Amazônia, com mais de 300 línguas faladas. O conhecimento tradicional da região não pertence ao passado, mas sim ao nosso futuro. Esse é o tema deste episódio.                             |                                         |                             |         |
| 6 | "Tecnologias amazônicas"                | 15 de janeiro de 2024       | 27:09   |
| Sinopse: Neste episódio, Ronaldo explora soluções tecnológicas na região que vão além do extrativismo simples, mostrando como é possível olhar para a floresta como uma gigantesca biblioteca de conhecimento e soluções para o mundo todo. |                                         |                             |         |

| Voltar ao Guia de Episódios |
| --------------------------- |

### 8ª Temporada
| # | Título                                                   | Exibição original no Futura | Duração |
| --- | -------------------------------------------------------- | --------------------------- | ------- |
| 1 | "Vitália: a cidade que quer viver para sempre"           | 25 de novembro de 2024      | 28:21   |
| Sinopse: Ronaldo chega em Vitália, uma nova comunidade que visa acelerar o desenvolvimento de tecnologias de extensão da vida, desde implantes cibernéticos a terapias genéticas e biohacking.                    |                                                          |                             |         |
| 2 | "Network States: inventando um Estado em rede"           | 2 de dezembro de 2024       | 28:19   |
| Sinopse: Ronaldo começa a rotina de Vitália: alimentação saudável, exercícios físicos e pesquisas em biociência, analisando a ideia de Network States: como criar um Estado usando ferramentas e moedas digitais? |                                                          |                             |         |
| 3 | "Reinventar a si mesmo para viver para sempre"           | 9 de dezembro de 2024       | 29:02   |
| Sinopse: Conversando com os moradores de Vitália, Ronaldo investiga o que é preciso reinventar, a si mesmo e através de novas estruturas sociais, para atingir objetivos ambiciosos como viver para sempre.       |                                                          |                             |         |
| 4 | "Próspera: A zona autônoma que quer acelerar a inovação" | 16 de dezembro de 2024      | 27:46   |
| Sinopse: Ronaldo explora a zona autônoma de Próspera em Honduras, uma zona econômica especial criada para acelerar a inovação em biotecnologia e outras áreas, sem as amarras burocráticas tradicionais.          |                                                          |                             |         |

| Voltar ao Guia de Episódios |
| --------------------------- |

## Prêmios e indicações
| Ano  | Prêmio                    | Indicado                                   | Categoria                               | Resultado | Ref           |
| ---- | ------------------------- | ------------------------------------------ | --------------------------------------- | --------- | ------------- |
| 2018 | Prêmio TAL                | 1ª temporada                               | Programa de Ciência e Tecnologia        | Indicado  | [ 72 ]        |
| 2019 | Prêmio TAL                | 2ª temporada                               | Programa de Ciência e Tecnologia        | Venceu    | [ 6 ] [ 73 ]  |
| 2019 | Festival de TV de Sichuan | China: A Revolução dos Pagamentos Digitais | Melhor documentário de curta-metragem   | Venceu    | [ 74 ] [ 75 ] |
| 2021 | Prêmio TAL                | 4ª temporada                               | Programa de Ciência e Tecnologia        | Indicado  | [ 76 ] [ 77 ] |
| 2024 | Science Film Festival     | Amazônias do século XXI                    | Entretenimento Educativo para a Família | Indicado  | [ 59 ] [ 78 ] |

## Ligações Externas
- Expresso Futuro no Canais Globo| Outros projetos Wikimedia também contêm material sobre este tema: |                            |
| Commons                                                           | Imagens e media no Commons |
- Commons

- 1ª Temporada no YouTube
- 2ª Temporada no YouTube
- 3ª Temporada no YouTube
- 4ª Temporada no YouTube
- 5ª Temporada no YouTube
- 6ª Temporada no YouTube
- 7ª Temporada no YouTube
- 8ª Temporada no YouTube
- Expresso Futuro. no IMDb.